# Hongarije op de Olympische Jeugdwinterspelen 2012
Hongarije was een van de landen die deelnam aan de Olympische Jeugdwinterspelen 2012 in Innsbruck, Oostenrijk.

## Medailleoverzicht
| Sport     | Olympiër        | Onderdeel                 | Medaille |
| --------- | --------------- | ------------------------- | -------- |
| IJshockey | Attila Kovacs   | vaardigheidswedstrijd (m) | Zilver   |
| IJshockey | Fanni Gasparics | vaardigheidswedstrijd (v) | Zilver   |

## Deelnemers en resultaten
(m) = mannen, (v) = vrouwen 

### Alpineskiën
| Olympiër      | Onderdeel           | Resultaat | Prestatie                           |
| ------------- | ------------------- | --------- | ----------------------------------- |
| Marton Kekesi | super g (m)         | 34        | 1.11,70 (+7,25)                     |
| Marton Kekesi | supercombinatie (m) | 24e       | 1.51,01 (+10,56) (1.09,58, 41,43)   |
| Marton Kekesi | reuzenslalom (m)    | 21e       | 1.59,91 (+8,21) (1.02,15, 57,76)    |
| Marton Kekesi | slalom (m)          | 21e       | 1.26,56 (+8,20) (44,57, 41,99)      |
|               |                     |           |                                     |
| Zsuzsanna Ury | super g (v)         | 29e       | 1.14,36 (+8,58)                     |
| Zsuzsanna Ury | supercombinatie (v) | -         | - (-) (DNF, -)                      |
| Zsuzsanna Ury | reuzenslalom (v)    | 33e       | 2.15,87 (+19,74) (1.06,85, 1.09,02) |
| Zsuzsanna Ury | slalom (v)          | 23e       | 1.37,90 (+18,14) (51,11, 46,79)     |

### Biatlon
| Olympiër     | Onderdeel               | Resultaat | Prestatie                       |
| ------------ | ----------------------- | --------- | ------------------------------- |
| David Panyik | 7,5 km sprint (m)       | 48e       | 24.25,9 (+5.04,2) pen.: 5 (2+3) |
| David Panyik | 10 km achtervolging (m) | 46e       | +10.52,6 pen.: 10 (3+2+2+3)     |

### IJshockey
| Olympiër        | Onderdeel                 | Resultaat | Prestatie                                |
| --------------- | ------------------------- | --------- | ---------------------------------------- |
| Attila Kovacs   | vaardigheidswedstrijd (m) | Zilver    | 21 punten (kwalificatie: 3e (26 punten)) |
|                 |                           |           |                                          |
| Fanni Gasparics | vaardigheidswedstrijd (v) | Zilver    | 19 punten (kwalificatie: 3e (24 punten)) |

### Langlaufen
| Olympiër    | Onderdeel          | Resultaat | Prestatie         |
| ----------- | ------------------ | --------- | ----------------- |
| Zeno Bodnar | 10 km klassiek (m) | 43e       | 37.22,3 (+7.53,5) |
| Zeno Bodnar | sprint (m)         | 34e       | kwalificatie      |

### Schansspringen
| Olympiër      | Onderdeel       | Resultaat | Prestatie                     |
| ------------- | --------------- | --------- | ----------------------------- |
| Akos Szilagyi | individueel (m) | 20e       | 177,8 ptn. (60,5 m en 60,0 m) |

### Shorttrack
| Olympiër                                                              | Onderdeel                | Resultaat | Prestatie                                            |
| --------------------------------------------------------------------- | ------------------------ | --------- | ---------------------------------------------------- |
| Tamas Farkas                                                          | 500 m (m)                | 10e       | F (C): 46,035 HF (C/D2): 45,777 KF (4): 46,037       |
| Tamas Farkas                                                          | 1000 m (m)               | 12e       | F (D): 1.34,395 HF (C/D2): 1.55,852 KF (1): 1.33,101 |
|                                                                       |                          |           |                                                      |
| Timea Toth                                                            | 500 m (v)                | 12e       | F (C): 48,743 HF (C/D2): 48,725 KF (4): 48,502       |
| Timea Toth                                                            | 1000 m (v)               | 14e       | KF (3): niet gefinisht                               |
|                                                                       |                          |           |                                                      |
| Team C Timea Toth Tamas Farkas ITA Nicole Martinelli ITA Milan Grugni | gemengde landenestafette | 05e       | F (B): 4.29,686 HF (2): 4.28,026                     |